# استیون (مینه‌سوتا)
استیون، مینه‌سوتا (به انگلیسی: Stephen, Minnesota) یک شهر در ایالات متحده آمریکا است که در شهرستان مارشال واقع شده‌است.

## خصوصیات
استیون ۲٫۱۰ کیلومترمربع مساحت و ۶۵۸ نفر جمعیت دارد و ۲۵۳ متر بالاتر از سطح دریا واقع شده‌است.